# ایگور زایتسف
ایگور زایتسف (روسی: Игорь Аркадьевич Зайцев؛ زادهٔ ۲۷ مهٔ ۱۹۳۸) شطرنج‌باز ارمنی‌تبار اهل روسیه است.
| به‌دلیل برخی مشکلات فنی، نمودارها موقتاً قابل مشاهده نیستند. اطلاعات بیشتر پیرامون این مشکل در فابریکاتور و وبگاه مدیاویکی در دسترس است. | |
| | به‌دلیل برخی مشکلات فنی، نمودارها موقتاً قابل مشاهده نیستند. اطلاعات بیشتر پیرامون این مشکل در فابریکاتور و وبگاه مدیاویکی در دسترس است. |